# اقامتگاه برگهوف

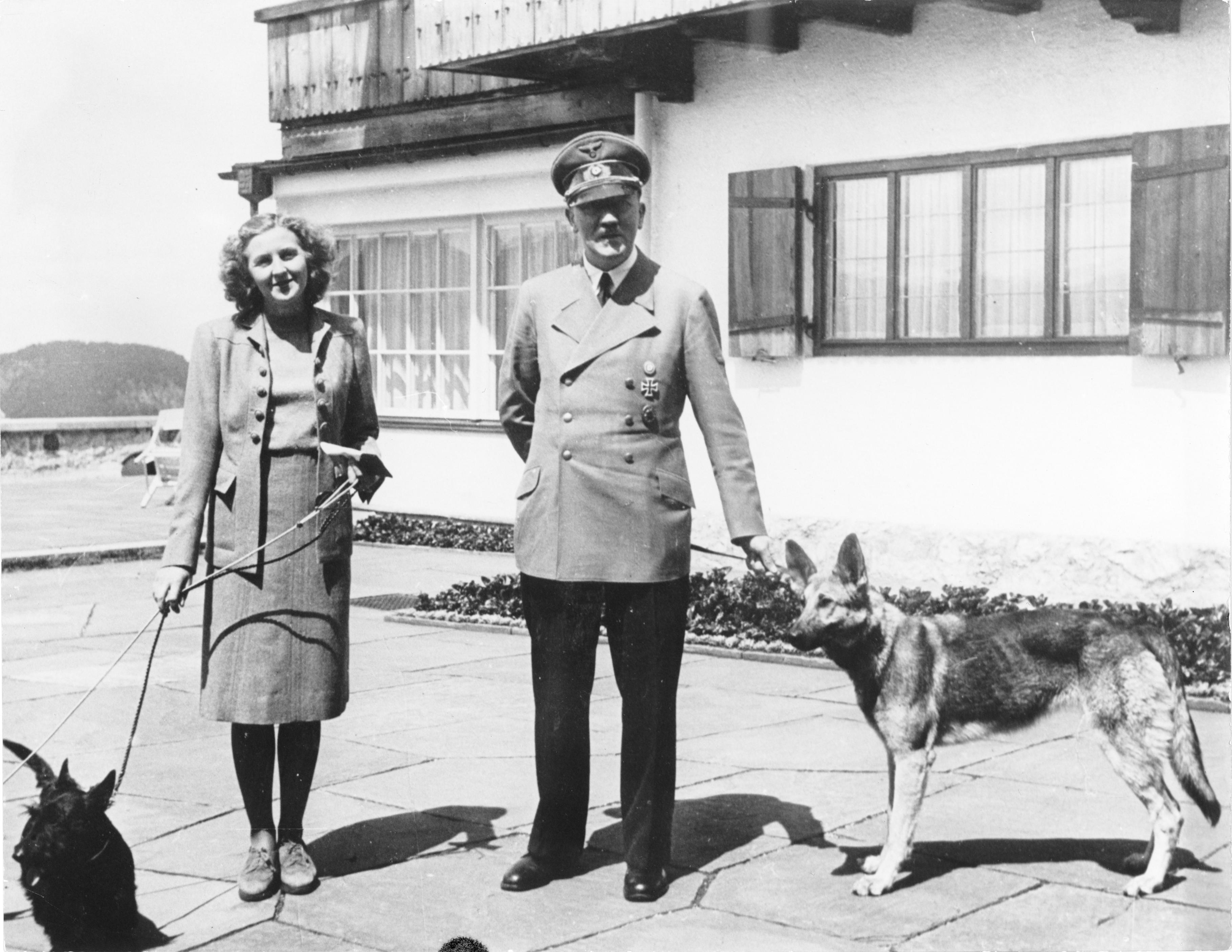
هیتلر به همراه اوا براون در اقامتگاه برگهوف، ۱۹۴۲

اقامتگاه برگهوف خانه آدولف هیتلر در دامنه رشته‌کوه آلپ بایرن (به آلمانی: Bayerische Alpen) بود که در یکی از جنوبی‌ترین مناطق کشور آلمان و نزدیک مرز اتریش واقع شده بود. این مکان یکی از اقامتگاه‌های اصلی هیتلر در خلال جنگ جهانی دوم محسوب می‌شد. این مکان که در سال۱۹۳۵ میلادی بنیان شده بود، در آخرین روزهای جنگ جهانی دوم توسط بمب‌افکن‌های نیروی هوایی پادشاهی آسیب جدی دید و ۷ سال بعد به کلی تخریب شد.